# The Sea Wolves
The Sea Wolves is een Brits-Amerikaans-Zwitserse oorlogsfilm van Andrew V. McLaglen die werd uitgebracht in 1980.
Het scenario is gebaseerd op het boek Boarding Party van James Leasor.

## Verhaal
Tijdens de Tweede Wereldoorlog schakelen U-boten heel wat schepen van de Britse koopvaardijvloot uit met de bedoeling de Britse economie te ondergraven. De Britse geheime dienst is van mening dat de duikboten de posities van hun schepen doorgeseind krijgen vanop een Duits schip dat voor anker ligt in de haven van Mormugao in Goa, een kolonie van Portugal.
Vermits Portugal zich neutraal heeft opgesteld is het ondenkbaar het Duitse schip aan te vallen. Er moet een andere wijze gevonden worden om dit schip te elimineren. De Britse geheime dienst vindt een groep oudere en voor de gelegenheid in burger geklede veteranen van een reserve-eenheid bereid om de opdracht uit te voeren.

## Rolverdeling
| Acteur            | Personage                      |
| ----------------- | ------------------------------ |
| Gregory Peck      | kolonel Lewis Henry Owain Pugh |
| Roger Moore       | kapitein Gavin Stewart         |
| David Niven       | kolonel W.H. Grice             |
| Trevor Howard     | Jack Cartwright                |
| Barbara Kellerman | mevrouw Cromwell               |
| Patrick Macnee    | majoor 'Yogi' Crossley         |
| Kenneth Griffith  | Wilton                         |
| Patrick Allen     | Colin Mackenzie                |